# Lijst van golfbanen in Zambia
Deze lijst van golfbanen in Zambia geeft een overzicht van golfbanen die gevestigd zijn in Zambia en onderverdeeld zijn in hun provincies.

## Central
- Kabwe Golf Club, Kabwe

## Copperbelt
- Chibuluma Golf Club, Kalulushi
- Konkola Golf Club, Chililabombwe
- Mufulira Golf Club, Mufulira
- Nchanga Golf Club, Nchanga
- Ndola Golf Club, Ndola
- Nkana Golf Club, Kitwe
- Roan Antelope Golf Club, Luanshya

## Eastern
- Chipata Golf Club, Chipata

## Luapula
- Mansa Golf Club, Mansa

## Lusaka
- Chainama Hills Golf Club, Lusaka
- Chilanga Golf Club, Lusaka
- Lusaka Golf Club, Lusaka

## Northern
- Chila Golf Club, Mbala
- Kasama Golf Club, Kasama
- Mpika Golf Club, Mpika

## North-Western
Geen

## Southern
- Harry Mwaanga Golf Club, Choma
- Livingstone Royal Golf Club, Livingstone
- Maamba Golf Club, Maamba
- Mazabuka Golf Club, Mazabuka
- Monze Golf Club, Monze

## Western
- Nsanje Golf Club, Sesheke